# 劉昶
劉 昶（りゅう ちょう、元嘉13年（436年）- 太和21年4月27日（497年6月12日））は、南朝宋の皇族。義陽王。文帝劉義隆の九男。北魏に亡命して丹陽王、ついで宋王に封じられた。字は休道。

## 経歴
文帝と謝容華のあいだの子として生まれた。元嘉22年（445年）2月、義陽王に封じられた。元嘉27年（450年）、輔国将軍・南彭城下邳二郡太守となった。元嘉30年（453年）、兄である皇太子の劉劭が文帝を殺害して帝を称すると、劉昶は散騎常侍の位を加えられた。孝武帝が即位すると、劉昶は太常に転じ、東中郎将・会稽郡太守として出向した。まもなく監会稽東陽臨海永嘉新安五郡諸軍事を加えられた。孝建元年（454年）7月、東揚州が立てられると、劉昶は東揚州刺史に任じられ、後将軍の号を受けた。
大明元年（457年）、召還されて秘書監となり、驍騎将軍の号を受け、散騎常侍の位を加えられた。大明2年（458年）2月、中軍将軍・南彭城下邳二郡太守に転じた。10月、都督江州郢州之西陽豫州之新蔡晋熙三郡諸軍事・前将軍・江州刺史として出向した。大明3年（459年）7月、召還されて護軍将軍の号を受けた。中書令に転じた。大明5年（461年）6月、中軍将軍の号を受けた。大明7年（463年）10月、開府儀同三司の位を加えられた。散騎常侍の位を受け、太常となった。孝武帝の南巡に従い、皇太后の龍舟を転覆させる失態を犯したため、開府の位を剥奪された。まもなく再び授与された。大明8年（464年）7月、使持節・都督徐兗南兗青冀幽六州豫州之梁郡諸軍事・征北将軍・徐州刺史として出向した。
永光元年（465年）9月、妾の呉氏や一党数十人を連れて北魏に亡命した。武邑公主を妻に迎え、侍中・征南将軍・駙馬都尉となり、丹陽王に封じられた。1年あまりして武邑公主が死去すると、建興長公主を妻に迎えた。
泰始3年（467年）、宋では晋熙王に改封された。泰始6年（470年）、劉燮が後を嗣いだ。
北魏の皇興年間、弟である南朝宋の明帝が員外郎の李豊を北魏に派遣すると、献文帝は劉昶と明帝のあいだで手紙のやりとりを許した。劉昶は外都坐大官に任じられた。建興長公主が死去し、さらに平陽長公主を妻に迎えた。
北魏の太和初年、内都坐大官に転じた。太和3年（479年）、斉の蕭道成が帝位につき、宋の順帝を殺害すると、劉昶は孝文帝による南征に参加した。雨が降りつづき行軍を妨げられたため、撤退の意見を上奏して容れられた。儀同三司の位を加えられ、儀曹尚書を兼ねた。孝文帝の命により蔣少遊とともに朝儀の改革を担当した。中書監となり、斉郡開国公に封じられ、宋王の号を加えられた。太和17年（493年）春、孝文帝が北魏の百官を経武殿に集めて、南征について議論させると、斉の蕭氏による簒奪に話が及んで、劉昶は悲泣してやまなかった。斉の雍州刺史の曹虎が偽って北魏に降伏を申し出ると、劉昶は義陽に出兵したが、得るところなく帰還した。
太和18年（494年）7月、使持節・都督呉越楚彭城諸軍事・大将軍に任じられた。孝文帝の南征に従軍し、斉の司州に進攻して、斉軍をたびたび撃破した。再び義陽に進出したが、勝利できず撤退した。
太和21年（497年）4月、彭城で死去。享年は62。仮黄鉞・太傅・揚州刺史の位を追贈された。諡は明といった。

## 家族

### 妻妾
- 正室：郗氏 - 南朝宋で本妻。劉昶は北魏に亡命し、生別した。
- 正室：武邑公主、建興長公主、平陽長公主
- 側室：呉氏

### 子女
- 劉思遠（南朝宋にて夭折）
- 劉懐遠（南朝宋にて夭折、池陽県侯に追封）
- 劉文遠（北魏の歩兵校尉・前将軍）
- 劉承緒（北魏の駙馬都尉）
- 劉氏（元詳の妻）

## 伝記資料
- 『宋書』巻72 列伝第32
- 『南史』巻14 列伝第4
- 『魏書』巻59 列伝第47
- 『北史』巻29 列伝第17